# GHI Bronx Tennis Classic 1998
Il GHI Bronx Tennis Classic 1998 è stato un torneo di tennis facente parte della categoria ATP Challenger Series nell'ambito dell'ATP Challenger Series 1998. Il torneo si è giocato a Bronx negli Stati Uniti dal 17 al 23 agosto 1998 su campi in cemento.

## Vincitori

### Singolare
Miles Maclagan ha battuto in finale  Oren Motevassel con il punteggio di 7–6, 6–2

### Doppio
Jared Palmer /  Takao Suzuki hanno battuto in finale  Ota Fukárek /  Gabriel Trifu con il punteggio di 6–1, 6–2